# Øystein Neerland
Øystein Neerland (4 febbraio 1964) è un dirigente sportivo ed ex calciatore norvegese, di ruolo attaccante.

## Carriera

### Giocatore

#### Club
Neerland ha giocato per il Molde dal 1987 al 1993. Ha esordito nella 1. divisjon il 2 maggio 1987, quando è stato titolare nella sconfitta per 1-2 contro lo Start. Il 20 giugno ha segnato le prime reti, con una doppietta nella sfida contro l'HamKam.

### Dopo il ritiro
Il 30 settembre 2015, il Molde ha annunciato che Neerland sarebbe diventato nuovo amministratore delegato del club a partire dal 1º dicembre 2015.